# یواس‌اس کیتاتینی (۱۸۶۱)
یواس‌اس کیتاتینی (۱۸۶۱) (به انگلیسی: USS Kittatinny (1861)) یک کشتی بود که طول آن ۱۲۹ فوت (۳۹ متر) بود.